# Macropipus guadalpensis
Macropipus guadalpensis is een krabbensoort uit de familie van de Polybiidae. De wetenschappelijke naam van de soort is voor het eerst geldig gepubliceerd in 1858 door Saussure.